# دافيدي بيراسكي
دافيدي بيراسكي (بالإيطالية: Davide Biraschi)‏ (2 يوليو 1994 ببيرغامو في إيطاليا - ) هو لاعب كرة قدم إيطالي في مركز الدفاع.

## روابط خارجية
- دافيدي بيراسكي على موقع الاتحاد الأوربي (الإنجليزية)
- دافيدي بيراسكي على موقع اتحاد تركيا (لاعب) (الإنجليزية)
- دافيدي بيراسكي على موقع إي إس بي إن إف سي (الإنجليزية)
- دافيدي بيراسكي على موقع قاعدة بيانات كرة القدم.إي يو (الإنجليزية)
- دافيدي بيراسكي على موقع Soccerway.com (الإنجليزية)
- دافيدي بيراسكي على موقع عالم كرة القدم.نت (الإنجليزية)
- دافيدي بيراسكي على موقع AS.com (الإسبانية)